# 土地正義聯盟

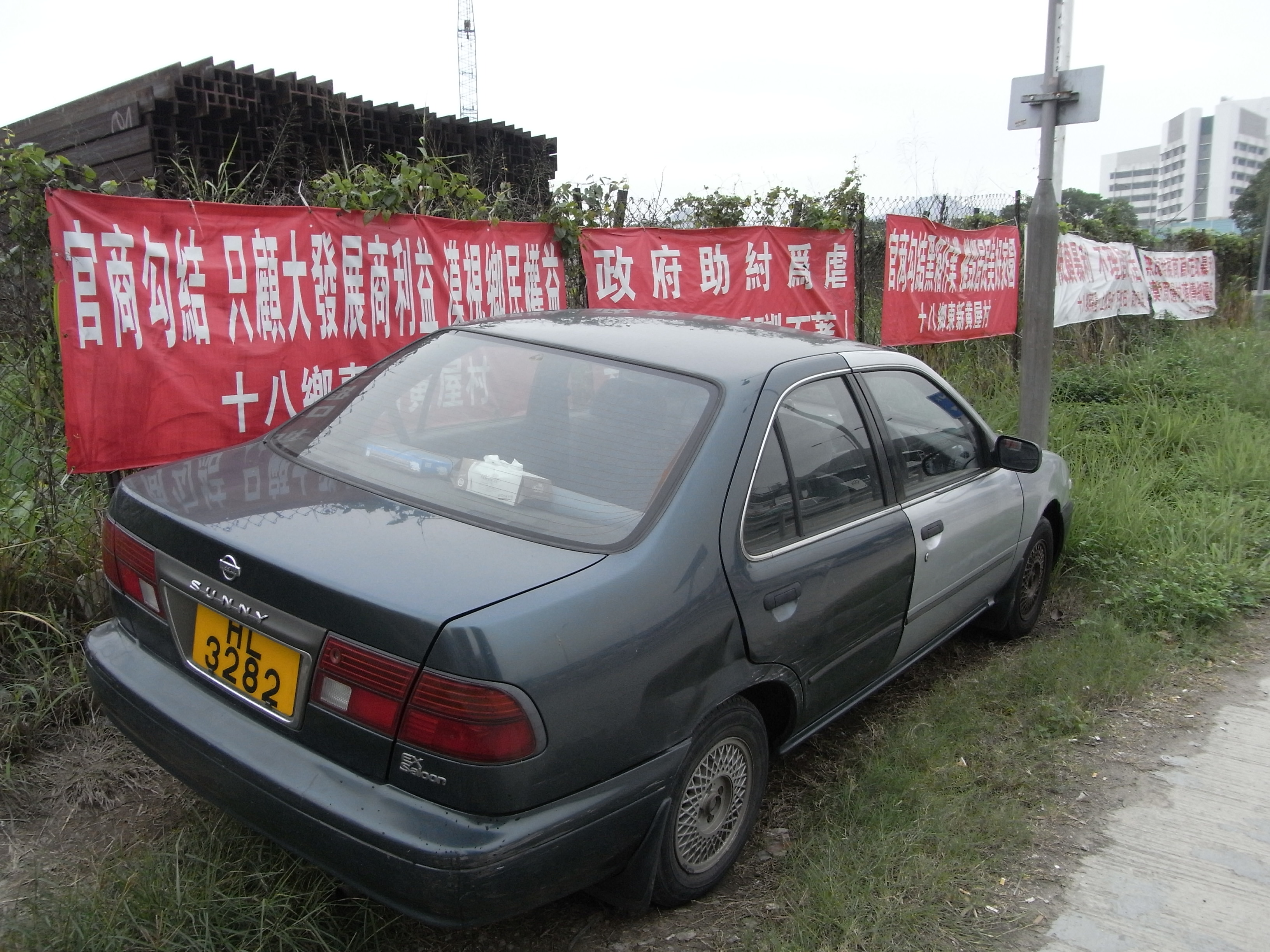
土地正義聯盟發起反對官商勾結抗議

土地正義聯盟（英語：Land Justice League），简称土盟，是一個香港民主派的壓力團體，意識形態派別為綠色政治。於2011年成立，由多個社運及環保團體组成，主張保护環境及反對地產霸權，其後演變成一民間團體。過去曾經參加反對香港高鐵運動、反對新界東北發展計劃等香港本土運動。
現時團體以個案工作、農業支援為日常工作，關注受迫遷及土地破壞的鄉村，支援例如橫洲等村民；同時亦有支援農場轉型及不同的農業計劃，例如協助信芯園舉辦太陽花節、組織耕種小組等。

## 政策綱領
一. 城鄉共存共生
城市與鄉郊不能割裂，城市侵佔鄉郊絕非必然，而近年城市舊區的士紳化發展，更非港人所樂見的發展模式。我們要求停止任何以規劃、發展及保育為名的破壞鄉郊水土、農業和城市社區與文化的種種活動，堅決反對以鄉郊的「不可持續發展」，換取城市的「持續士紳化發展」，因為無論對於全球暖化、食物安全供應、社區經濟、本土文化及城市生活質素，盲目的土地發展，都是有百害而無一利。
我們相信，只有恢復本土農業，香港的鄉郊生活才得以持續，唯有捍衛老區的草根生活和社區經濟，城鄉關係才可持續發展，共存共生。
二． 保育生態環境
環保不應只是為了下一代，人類作為自然世界的一分子，有責任確保鳥獸昆蟲能夠和我們共存共生。近年，因規劃失誤、跨境基建及環境政策的缺漏，已經導致大量自然生態衰退、農地棄耕、濕地填平、林木消失，充分說明過度的都市化，只會侵蝕本地的郊野公園、農地及綠化地帶等綠色空間。
我們相信，發展應有倫理，生態應存公義，絕對不能再容許土地因各種私利而將生態摧毁。
三． 捍衛居住權利
家園是我們生命之所繫，但近年土地商品化的發展，令家園淪為只供投機炒賣圖利的工具，教一群視家園為根的市民，慘被官商以所謂發展、公眾利益、善用空間資源為名強行迫遷。新界不同類型社群身分所面對的差異對待，市區重建、環境質素及規劃發展過程中對居住權的漠視，造成社會上各種不平等待遇揮之不去，抺煞人民種種基本權利。
我們相信，居住權就是人權。我們捍衛人民居住權利，爭取人人享有居住、參與及改造社區的基本權利。
四． 打倒地產霸權
地產霸權現已成為破壞環境、壟斷經濟、摧毀社區與影響居住質素的核心源頭。地產商囤積農地數量驚人，全部用作投機，等待發展成為豪宅，大大扼殺了土地各種可能性。政府持續賣地給地產商興建豪宅，並透過更多的跨境基建配合跨境地產霸權，導致租金高企，教各行各業百上加斤，結果進一步鞏固地產商的壟斷和權益。
我們認為，香港不能再由少數地產商壟斷，主宰我們的衣食住行。政府必須立即停止這種把土地當作商品投機的過程，把土地孕育的能力，從地產商手上釋放出來，讓各行各業及不同生活方式，得到基本保障，持續發展。
五． 結束官鄉商勾結
發展商不僅在經濟上及土地資源上實行壟斷，官(政府)、鄉(新界原居民勢力)、商(發展商)三者更已經形成鐵三角，在土地規劃的決策過程中，進行利益輸送。近年，不論是丁屋政策、收地迫遷，還是各種大型發展規劃，都充分反映出官、鄉、商千絲萬縷的關係，以及他們對環境、文化、經濟及社區的負面影響。
我們認為，過去數十年來以短暫利益為盟的官、鄉、商勾結，必須結束，由公平、開放的程序與制度取代，落後於時代的管治及發展意識，必須中止。
六． 落實民主規劃
真正的民主，應該落實於人民生活的各個層面。現時無論城市舊區重建，抑或新界鄉郊發展，都由於土地商品化和區域融合而導致整個規劃過程由上而下，全由官僚和專家壟斷，缺乏人民的直接參與。當權者經常誇大香港被邊緣化，製造恐慌，強調香港不以經濟發展為本，便會走上末路。我們認為，有關論述完全經不起嚴謹的分析和事實的考驗。

## 議員

### 區議會選舉
| 選舉 | 民選得票 | 民選得票比例 | 民選議席 | 委任議席 | 當然議席 | 總議席  | +/- |
| 2011 | 3,416    | 0.29%        | 0        | 0        | 0        | 0 / 507 | 0 ━ |
| 2015 | 1,482 ▼  | 0.10% ▼      | 0        | 不適用   | 0        | 0 / 458 | 0 ━ |
| 2019 | 2,730    |              | 1        | 不適用   | 0        | 1 / 479 | 1 ▲ |

## 區議員
於2019年區議會選舉中當選的成員有：譚爾培。
| 區議會     | 選區號碼 | 選區   | 議員   | 備註                           |
| ---------- | -------- | ------ | ------ | ------------------------------ |
| 大埔區議會 | P19      | 西貢北 | 譚爾培 | 同為大埔民主聯盟、西貢鄉民成員 |

2019年區選結果
| 參選選區                 | 候選人 | 得票    | 結果 |
| 2019年區議會選舉（大埔） |        |         |      |
| P19 西貢北               | 譚爾培 | 2,730票 | 當選 |

## 與其他組織的關係
2019年2月15日，蕭若元在網台發表公開言論《理論蕭析》，表示支持在香港大量填海造地，並指「土地聯盟」等反對填海的組織其實是受到地產商支助。

## 外部連結
- 土地正義聯盟 （页面存档备份，存于）
- 土地正義聯盟的Facebook專頁